# Bruce Dickinson
Paul Bruce Dickinson, angleški glasbenik, * 7. avgust 1958, Worksop, Nottinghamshire, Anglija.
Dickinson je pevec heavy metal skupine Iron Maiden. Je eden najprepoznavnejših vokalov metal glasbe.